# Éditions techniques de l'ingénieur
Les Éditions Techniques de l'Ingénieur ou Éditions T.I. sont un éditeur spécialisé dans l'information pour les professionnels techniques et scientifiques.

## Historique
Créées en 1946 par Maurice Postel, ingénieur de l'École Centrale de Paris, rejoint quelques années plus tard par Jean-Jacques Baron et Jacques Debaene, également centraliens, les Éditions T.I. éditent notamment Techniques de l'Ingénieur, des ressources documentaires techniques et scientifiques bilingues, en français et en anglais, 100% sur Internet.
En complément des contenus encyclopédique des bases documentaires, cet éditeur propose également sur son site une information de veille et d'actualité mettant en avant les tendances, innovations et nouveaux produits, lois et règlements, brevets et normes au quotidien ainsi que des Parcours Pratiques qui se déclinent en plusieurs thématiques selon des problématiques transverses (transition énergétique, propriété intellectuelle, gestion de projet...). 
Editions T.I. est également éditeur de KréaCCTP, logiciel de création de CCTP en ligne. 

## Publications
Les principaux domaines traités dans les ressources documentaires sont :
- Automatique-Robotique ;
- Biomédical-Pharma ;
- Construction et travaux publics ;
- Électronique-Photonique ;
- Énergies ;
- Environnement-Sécurité ;
- Génie industriel ;
- Ingénierie des transports ;
- Innovation ;
- Matériaux ;
- Mécanique ;
- Mesures-Analyses ;
- Procédés chimie-bio-agro ;
- Sciences fondamentales ;
- Technologies de l'information.

Notamment dans les secteurs :
- Aérospatial ;
- Agroalimentaire ;
- Automobile ;
- Éco-industries ;
- Équipements industriels ;
- Plasturgie.

Les principaux domaines suivis dans l'espace actualité sont :
- Chimie et Biotech ;
- Énergie ;
- Entreprises et marchés ;
- Environnement ;
- Informatique et numérique ;
- Innovations sectorielles ;
- Insolite ;
- Matériaux.